# Catocala bella
Catocala bella és una espècie de papallona nocturna de la subfamília Erebinae i la família Erebidae. Es troba a Rússia (Sibèria, Primòrie, Khabàrovsk, Amur), Corea, Xina i Japó (Hokkaido, Honshü). Fa aproximadament 59 mm d'envergadura alar.